# Музеј Првог српског устанка
Музеј Првог српског устанка налази се у Орашцу и основан је 2004. године

## Опште информације
Фонд под управо називом „Први српски устанак" основан је са циљем преузимања одређених мера и финансирања истраживања, уређења, изградње и заштите културе и културног наслеђа Орашца. Симболично је на двестогодишњицу од Првог српског устанка Фонд је обезбедио музејски простор који је понео назив ,,Збор у Орашцу" у склопу ког се налази и сувенирница. Историјски музеј Србије је израдио копије експоната који се односе на временско раздобље овог историјског догађаја, док је из сопствених средстава фонд омогућио сву неопходну опрему за мултимедијално представљање ради што потпунијег доживљаја.